# Aleksander Czerwoński
Aleksander Czerwoński (ur. 27 lipca 1965 w Warszawie) – polski szachista, działacz i trener szachowy, mistrz międzynarodowy od 1996 roku.

## Kariera szachowa
Jest dwukrotnym brązowym medalistą indywidualnych mistrzostw Polski, z lat 1985 (Wrocław, w kategorii do lat 20) oraz 1988 (Kielce, do lat 23). W latach 1986–2000 siedmiokrotnie wystąpił w finałach mistrzostw kraju seniorów. Najlepszy rezultat osiągnął w roku 1994 w Gdańsku, zajmując IX miejsce. Siedmiokrotnie zdobył medale drużynowych mistrzostw Polski (sześciokrotnie złote, w latach 1991–1998 oraz brązowy w roku 1999), wszystkie – reprezentując klub "Stilon" Gorzów Wielkopolski.
W 1987 r. podzielił III miejsce w otwartym turnieju w Warszawie, w 1989 r. triumfował w Słupsku, natomiast w 1990 r. podzielił II miejsce w openie w Bielsku-Białej. W 1997 r. zwyciężył (wspólnie z Andrijem Maksymenką, Markiem Oliwą oraz Mladenem Muse) w rozegranym w Barlinku memoriale Emanuela Laskera, w 1998 r. podzielił II miejsce w mistrzostwach Warszawy. W 2000 r. odniósł turniejowe zwycięstwo w Cuxhaven. W 2003 r. podzielił III m. w turnieju open w Kożuchowie, w 2004 r. podzielił I-III m. w Rewalu (turniej Konik Morski Rewala) oraz zwyciężył w Gorzowie Wielkopolskim. W 2006 r. podzielił III m. w memoriale Emanuela Laskera w Barlinku oraz ponownie zwyciężył w Gorzowie. W 2008 r. zwyciężył w  turnieju 11.Neujahrs-Open w Guben.
W latach 1999–2005 był współpracownikiem, a następnie redaktorem naczelnym miesięcznika Przegląd Szachowy. Osiągał sukcesy również jako trener szachowy. Między innymi prowadzona przez niego drużyna juniorów KSz "Stilon" w latach 2006, 2008 i 2009 wygrała drużynowe mistrzostwa Polski, a w 2007 r. zajęła II miejsce.
Najwyższy ranking w dotychczasowej karierze osiągnął 1 lipca 1999 r., z wynikiem 2426 punktów zajmował wówczas 23. miejsce wśród polskich szachistów.

## Życie prywatne
Żoną Aleksandra Czerwońskiego od 1989 do 2006 była szachistka Beata Ziętek-Czerwońska.